# Henk Fraser
Henk Fraser, né le 7 juillet 1966 à Paramaribo au Suriname, est un footballeur international et entraîneur néerlandais, d'origine surinamaise, qui joue au poste de défenseur. Il est actuellement l'entraîneur du RKC Waalwijk.

## Palmarès

### Palmarès de joueur
- 6 sélections et 0 but avec l'équipe des Pays-Bas entre 1989 et 1992.

### Palmarès d'entraineur
- Coupe de Pays-Bas : 2017